# 津川辰房
津川 辰房（つがわ　たつふさ、生没年不詳）は、江戸時代初期の熊本藩主家細川氏家臣。諱は辰房。通称は次郎左衛門。石高550石。子に津川辰之（たつゆき）、津川辰則（たつのり）。

## 細川家の家臣として
寛永21年10月（1644年）改めの「真源院様御代 御侍名附」の組外衆に「五百五拾石 津川次郎左衛門」とある。ちなみに席次は家臣団38番目で尾池伝右衛門の4つ下に位置し、西山八郎兵衛と松野采女の間に位置する。また、慶安元年（1648年）の侍免撫帳（熊本県立図書館所蔵）より石高550石中、148石は山本に、401石5斗は玉名にあったことが分かる。
永青文庫所蔵の寛文4年（1664年）の細川綱利代の侍帳（永青文庫所蔵）より3番組の有吉内膳組に所属し、組内では三十挺や添頭、番頭より上の扱いであった。

## 系譜・子孫
主家（細川家）と同族の清和源氏で、かつて室町幕府管領を輩出した斯波氏武衛家最後の当主・斯波義銀（津川義近）の曾孫にあたる。義近の次男・近利が祖父、その子近光（近元とも）が実父である。義近の三男で辰房にとっては大叔父にあたる津川辰珍の養嗣子となり、その偏諱により辰房と名乗った。「辰」の字は元々、養父・辰珍が尾池義辰（尾池伝右衛門の父）から賜ったものとされるが、辰房以降の当主（辰之―辰貞=辰氏―辰陳（たつのぶ、通称:平左衛門）…）も通字として代々この字を用いている。子孫も引き続き熊本藩士として細川氏に仕えた。